# Devazepide
La devazepide è uno psicofarmaco della categoria delle benzodiazepine, ma con azioni abbastanza diverse dalla maggior parte delle benzodiazepine, privo di affinità per i recettori GABA A e agisce invece come antagonista del recettore CCK A

## Usi medici
Il farmaco agisce sul recettore della colecistochinina A (CCKA) per antagonizzare gli effetti fisiologici e comportamentali del CCK-8 (SINCALIDE), come la stimolazione pancreatica e l'inibizione dell'alimentazione.
Uno studio ha dimostrato l'utilità del farmaco nella distruzione di cellule del sarcoma di Ewing.